# Гарбидж
Гарбидж (на английски: Garbage) е шотландска/американска алтернативна рок група, формирана в Медисън, Уисконсин през 1994 г. Членове на групата са Дюк Ериксън, Шърли Менсън, Стив Маркър и Бъч Виг.

## История
Гарбидж издават поредица от хитове с нарастващ успех през периода 1995 – 1996, кулминацията настъпва с хитовете „Stupid Girl“ и „I Am Only Happy When It Rains“. Дебютният им албум, „Garbage“, е с неочакван успех. Продават се над 5 милиона копия и албумът достига двоен платинен статус във Великобритания, САЩ и Австралия. Гарбидж прекарват 2 години в работа над следващия албум, „Version 2.0“, който оглавява класациите във Великобритания и застава под #13 в САЩ. Албумът е номиниран за две награди Грами: Албум на годината и Най-добър рок албум, и е продаден в повече от 5 милиона копия. Песента „Special“ е номинирана за Грами за най-добра рок песен и най-добро рок изпълнение. Видеоклипът към сингъла „Push It“ получава няколко номинации на MTV за най-добро видео.
През 1999 г. групата изпълнява песента към филма за Джеймс Бонд „The World Is Not Enough“. Същата година предоставят песента „When I Grow Up“ за филма „Big Daddy“.
Групата се бори, за да поддържа първоначалния си успех, но третият албум „Beautiful Garbage“, излязъл на 1 октомври 2001 г., не успява да достигне комерсиалния успех на първите два албума. Сред причните са атентатите на 11 септември и липсата на достатъчно добро промотиране.
Членовете почти се разделят през 2003 г., но се завръщат с четвъртия си албум „Bleed Like Me“ който излиза на 11 април 2005 г.. Песните са с по-тежък звук, а текстовете предлагат по-социална насоченост в сравнение с ранното творчество на групата. Албумът стига до #4 в класациите в САЩ. Песента „Why Do You Love Me?“ става най-успешният сингъл на групата за последните 6 години.
След турнето в подкрепа на албума групата обявява „почивка“ за неопределен период от време, но подчертава, че това не е раздяла. Събират се в началото на 2007, за да запишат нови песни за сборния албум „Absolute Garbage“, който излиза през юли 2007 г.
На 14 май 2012 г. излиза петият им албум „Not Your Kind of People“, който достига #13 в Billboard 200 и #10 в класацията за албуми на Великобритания. Not Your Kind of People получава позивитни отзиви от критиката, като става първият албум на Гарбидж, издаден без подкрепата на голяма звукозаписна компания.
През 2015 г. Гарбидж отбелязва 20-ата годишнина от дебютния албум, която е отбелязана с турнето „20 Years Queer“. Шестият им студиен албум, „Strange Little Birds“, излиза на 10 юни 2016 г.

## Дискография

### Студийни албуми
- Garbage (1995)
- Version 2.0 (1998)
- Beautiful Garbage (2001)
- Bleed Like Me (2005)
- Not Your Kind of People (2012)
- Strange Little Birds (2016)
- No Gods No Masters (2021)

### Компилации
- Absolute Garbage (2007)
- The Absolute Collection (2012)

## Членове
- Шърли Менсън – вокал
- Стив Маркър – китара, клавишни
- Дюк Ериксън – бас китара, клавишни, китара
- Бъч Виг – барабани, перкусии